# دهستان پیرسلیمان
پیرسلیمان، دهستانی از توابع بخش پیرسلمان اسدآباد در استان همدان ایران است.

## جمعیت
براساس سرشماری سال ۱۳۹۰ جمعیت آن ۸٬۴۱۵ نفر (۲٬۱۰۷ خانوار) بوده‌است.